# Hossein Ali Montazeri

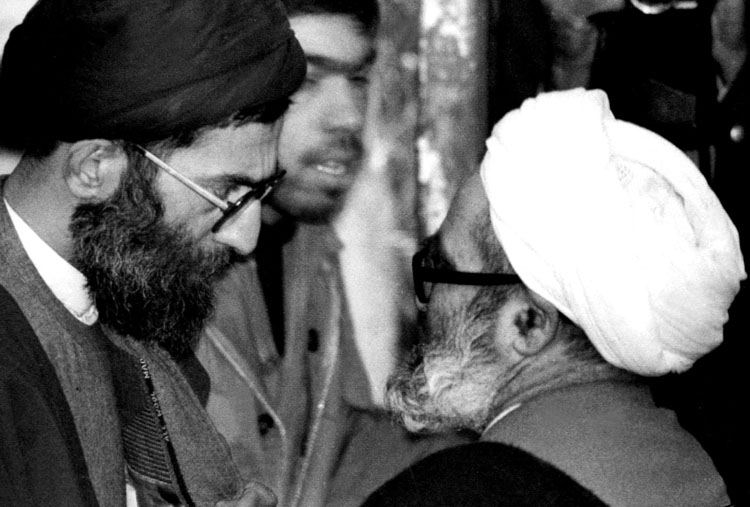
Großajatollah Hossein Ali Montazeri (rechts) und Ali Chamenei (links), 1979

Hossein Ali Montazeri (auch Hussein-Ali Montazeri, persisch حسینعلی منتظری, DMG Ḥoseyn-‘Alī-ye Montaẓerī [hoˈseɪ̯n æˈliːje montæzeˈriː]; * 1922 in Nadschafābād, Provinz Isfahan, Iran; † 19. Dezember 2009 in Ghom) war ein iranischer schiitischer Geistlicher und Großajatollah. Unter dem Regime
Schah Mohammad Reza Pahlavis war er einer der bekanntesten iranischen Regimekritiker. Nach der Islamischen Revolution 1979 war er ein enger Mitarbeiter des Revolutionsführers Ruhollah Chomeini und galt 1985–1989 als dessen designierter Nachfolger. 
Seine öffentliche Kritik an Menschenrechtsverletzungen der iranischen Regierung führte 1989 zu einem Zerwürfnis mit Chomeini, der ihn dann kurz vor seinem Tod entmachtete. Montazeri blieb jedoch eine der wichtigsten religiösen Autoritäten der iranischen Schiiten und Unterstützer der Reformer.

## Leben
Montazeri studierte in Isfahan und besuchte anschließend das Seminar in Ghom. Ruhollah Chomeini war sein Lehrer.

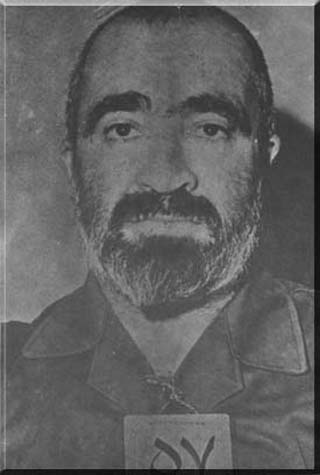
Hossein Ali Montazeri im Evin-Gefängnis

Bis kurz vor der iranischen Revolution 1978/79 inhaftiert, berief der Revolutionsführer Chomeini nach seiner Rückkehr Ajatollah Montazeri in den neu formierten Revolutionsrat. Er wurde einer der engsten Mitarbeiter Chomeinis, der „die Ansichten seines Vorbildes voll und ganz teilte“. Nach dem Tode Mahmud Taleghanis im September 1979 wählte die Expertenversammlung Montazeri zu deren Präsidenten, Vizepräsident wurde Mohammad Beheschti.
Wenige Monate vor der Ermordung Anwar as-Sadats am 6. Oktober 1981 äußerte Montazeri:

„Der Feindagent Sadat muss beiseite geschafft werden und ein islamisches Regime in Ägypten errichtet werden; das iranische Volk wird dem ägyptischen Volk helfen.“

Den angeblichen Putschversuch des Großajatollahs Kasem Schariatmadari kommentierte Montazeri mit der Aberkennung jeglicher religiöser Titel. Er bezeichnete ihn am 16. April 1982 als „pseudoreligiöse Persönlichkeit“.
Im Jahre 1985 bestimmte der Expertenrat, der laut iranischer Verfassung beauftragt ist, den obersten Rechtsgelehrten zu wählen, ihn zum Nachfolger Chomeinis. Kurz vor Chomeinis Tod setzte dieser Montazeri in einem Brief vom 26. März 1989 als Nachfolger ab. Der Brief erklärte, Montazeri würde als Machthaber die iranischen Muslime den „Liberalen“ überlassen. Ferner verwies er auf den Einsatz Montazeris gegen die Hinrichtung von Mehdi Haschemi. Vorausgegangen war Montazeris Kritik an Misswirtschaft und Menschenrechtsverletzungen, so auch an den Massenhinrichtungen 1988.
Nach Chomeinis Tod wandelte Montazeri seine politischen Ansichten in Richtung Regimekritik, die von Ali Chamene’i von 1997 bis 2003 mit Hausarrest beantwortet wurde. 2002 schlug er für den Nahostkonflikt um Israel und Pälastina sogar eine Zweistaatenlösung vor.
Nach den iranischen Präsidentschaftswahlen 2009 teilte Montazeri auf seiner Webseite mit, das herrschende islamische System habe wegen Betrugs keine politische und religiöse Legitimation mehr. Das von der Regierung präsentierte Ergebnis mit dem Erdrutschsieg von Amtsinhaber Mahmud Ahmadinedschad könne „niemand bei vollem Verstand“ akzeptieren. Am 12. Juli 2009 erließ Montazeri eine Fatwa in Bezug auf die iranischen Präsidentschaftswahlen und deren Fälschung:

„Sollte ein Verantwortlicher seine weltlichen und religiösen Pflichten versäumt und das Vertrauen des Volkes missbraucht haben, gelte er automatisch als abgesetzt. Sollte er jedoch versuchen, durch Gewalt, Lug und Trug sich an der Macht zu halten, seien die Gläubigen verpflichtet, mit allen gesetzlich erlaubten Mitteln ihn abzusetzen. Kein Gläubiger dürfe sich, unter welchem Vorwand auch immer, dieser Verpflichtung entziehen.“

Hossein Ali Montazeri genoss bis zu seinem Tod im Jahr 2009 große Anerkennung in der iranischen Bevölkerung. Zu seinen Befürwortern zählten überwiegend junge, reformorientierte Studenten, aber auch viele religiös-konservative Iraner. Neben dem Führer der irakischen Schiiten, dem persisch-gebürtigen Großajatollah Ali as-Sistani, und dem im Haft befindlichen Regimekritiker Ajatollah Hossein Kazemeyni Borudscherdi hatte er die höchste religiöse Reputation im Iran.

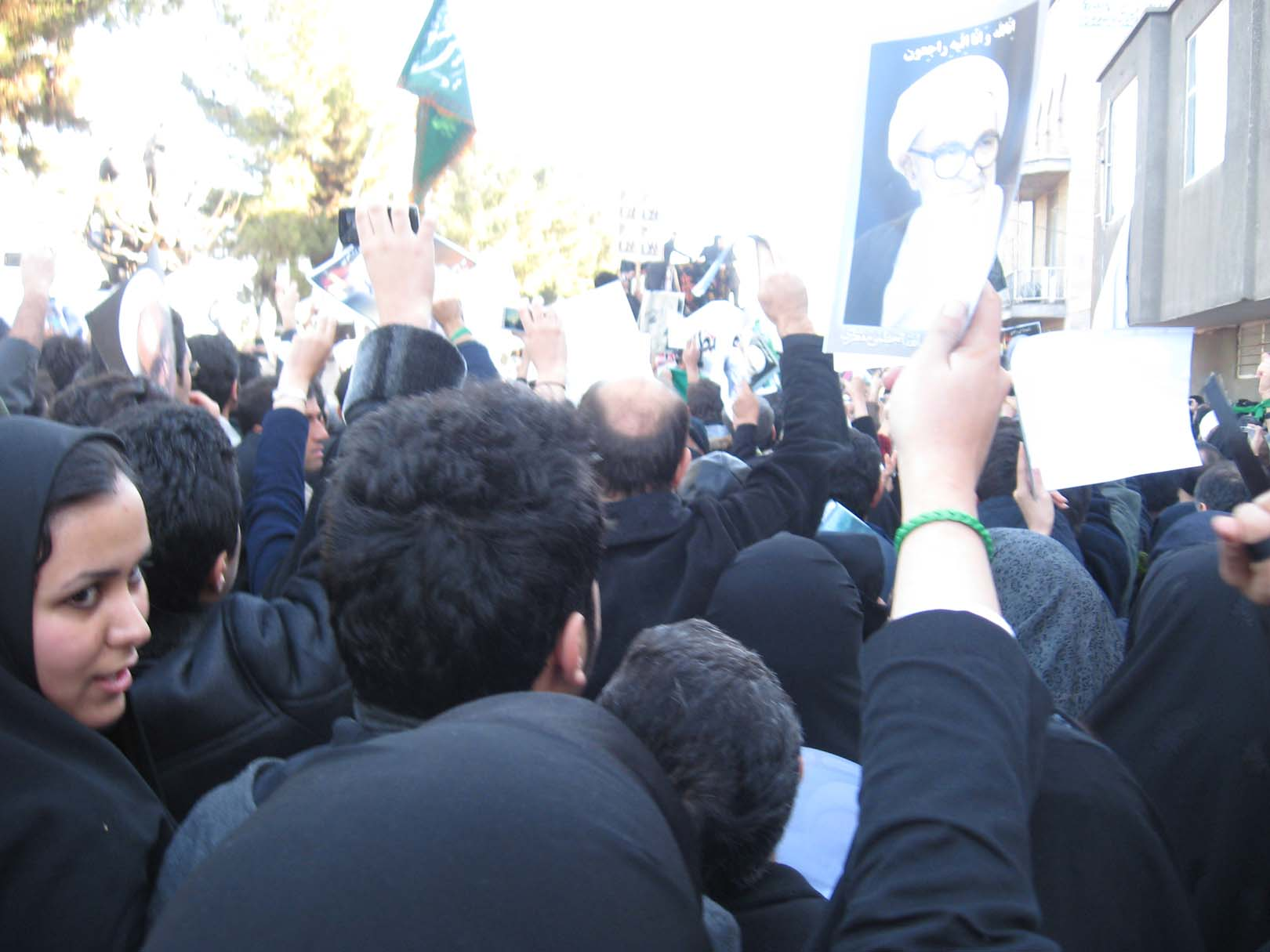
Begräbnis von Montazeri in Ghom

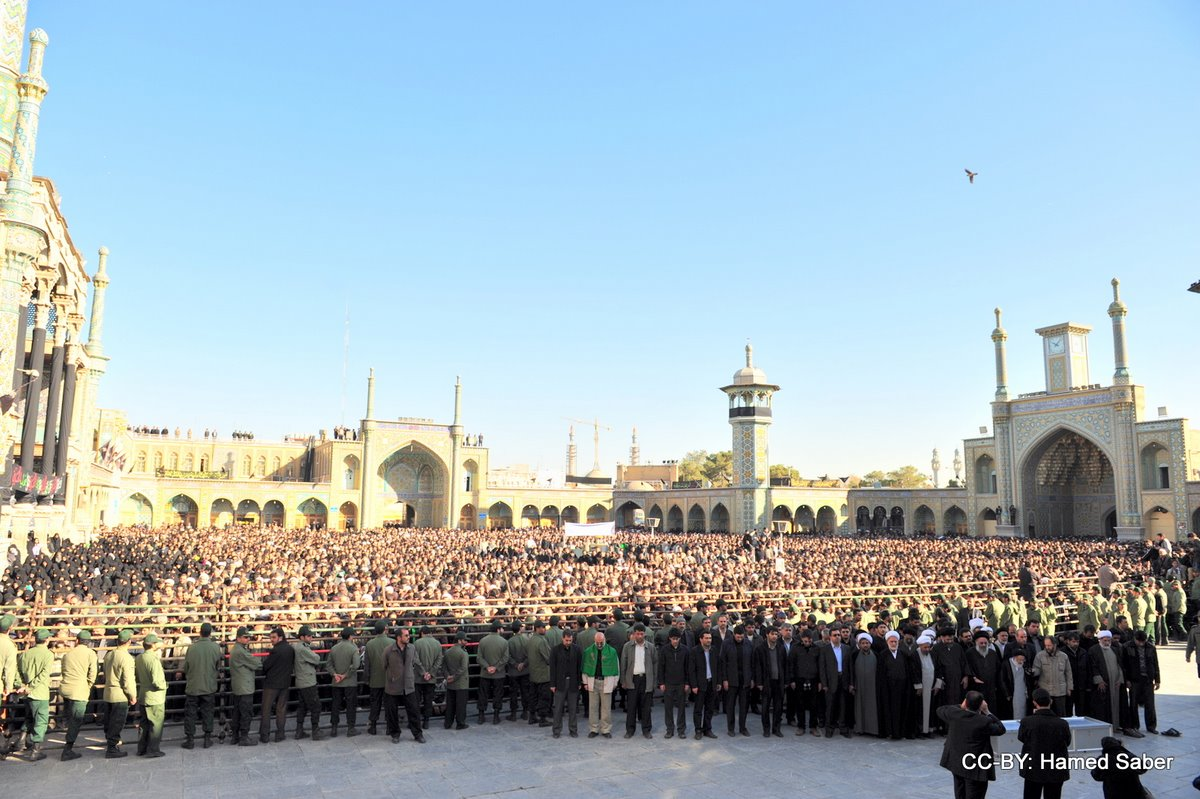
Begräbnis von Montazeri in Ghom

Nach Montazeris Tod kam es bei der Trauerfeier in Ghom am 21. Dezember 2009, an der Zehntausende Reformanhänger teilnahmen, zu Zusammenstößen mit Sicherheitskräften. In den darauffolgenden Tagen wurden auch Gedenkversammlungen in Isfahan und in Montazeris Heimatstadt Nadschafābād von der Polizei gewaltsam aufgelöst und ausländischen Reportern die Berichterstattung verboten.